# Juri's Favorite Note
Juri's Favorite Note（ジュリズ・フェイバリット・ノート）とはJFNC制作、一部JFN系列で放送されていたラジオ番組。
パーソナリティは上野樹里。

## 概要
2017年末にJFNCが運営する音声配信サービス「JFN PARK（現:Audee）」で配信が開始され、2022年10月に地上波ラジオへ進出。上野にとって初めての地上波ラジオレギュラー番組である。
この番組は上野とアーティスト等ゲストとのトークと、番組名の「Note＝音」にちなんで上野がセレクトした音楽とゲストお気に入りの音楽を紹介。
オンエアで放送しきれなかったトークはAudeeプレミアムで配信している。
2024年3月3日放送回で、同月を以って地上波ラジオでの放送は一旦終了することが発表。再び音声配信サービス「AuDee」で不定期に配信される形に戻った。

## 放送時間・ネット局
2023年4月現在。放送時間の早い順から掲載。全局「radiko（プレミアム含む）」で聴取可能。
| 放送対象地域   | 放送局名                                    | 放送時間               | 備考                   |
| -------------- | ------------------------------------------- | ---------------------- | ---------------------- |
| 宮崎県         | エフエム宮崎（JOY FM）                      | 毎週土曜 5:00 - 5:30   |                        |
| 富山県         | 富山エフエム放送（FMとやま）                | 毎週土曜 5:00 - 5:30   |                        |
| 福島県         | エフエム福島（ふくしまFM）                  | 毎週土曜 8:30 - 8:55   |                        |
| 三重県         | 三重エフエム放送（レディオキューブ FM三重） | 毎週土曜 9:30 - 9:55   |                        |
| 熊本県         | エフエム熊本（FMK）                         | 毎週土曜 9:30 - 9:55   |                        |
| 広島県         | 広島エフエム放送（HFM）                     | 毎週土曜 9:30 - 10:00  |                        |
| 青森県         | エフエム青森（AFB）                         | 毎週土曜 11:00 - 11:30 |                        |
| 徳島県         | エフエム徳島（FM TOKUSHIMA）                | 毎週土曜 11:00 - 11:30 |                        |
| 長崎県         | エフエム長崎（FM Nagasaki）                 | 毎週土曜 11:00 - 11:30 |                        |
| 鳥取県・島根県 | エフエム山陰（V-Air）                       | 毎週土曜 11:30 - 12:00 |                        |
| 山口県         | エフエム山口（FMY）                         | 毎週土曜 11:30 - 11:55 |                        |
| 大阪府         | エフエム大阪（FM大阪）                      | 毎週日曜 5:00 - 5:25   |                        |
| 岩手県         | エフエム岩手（FMI）                         | 毎週日曜 5:30 - 5:55   |                        |
| [ 注 1 ]       | InterFM897（interfm）                       | 毎週日曜 6:30 - 7:00   |                        |
| 大分県         | エフエム大分（Air-Radio FM88）              | 毎週日曜 7:00 - 7:25   |                        |
| 鹿児島県       | エフエム鹿児島（μFM）                       | 毎週日曜 7:00 - 7:30   |                        |
| 長野県         | 長野エフエム放送（FM長野）                  | 毎週日曜 8:00 - 8:25   |                        |
| 兵庫県         | 兵庫エフエム放送（Kiss-FM KOBE）            | 毎週日曜 8:00 - 8:30   | パーソナリティの出身地 |
| 山形県         | エフエム山形（Rhythm Station）              | 毎週日曜 8:30 - 8:55   |                        |
| 秋田県         | エフエム秋田（AFM）                         | 毎週日曜 9:00 - 9:30   |                        |
| 岡山県         | 岡山エフエム放送（FM OKAYAMA）              | 毎週日曜 9:30 - 9:55   |                        |
| 福井県         | 福井エフエム放送（FM FUKUI）                | 毎週日曜 9:30 - 9:55   |                        |
| 香川県         | エフエム香川（FM香川）                      | 毎週日曜 9:30 - 10:00  |                        |
| 栃木県         | エフエム栃木（RADIO BERRY）                 | 毎週日曜 18:00 - 18:30 |                        |
| 岐阜県         | エフエム岐阜（FM GIFU）                     | 毎週日曜 18:00 - 18:30 |                        |
| 佐賀県         | エフエム佐賀（FMS）                         | 毎週日曜 22:30 - 22:55 |                        |
| 高知県         | エフエム高知（Hi-Six）                      | 毎週月曜 10:30 - 10:55 |                        |
| 群馬県         | エフエム群馬（FM GUNMA）                    | 毎週月曜 11:30 - 11:55 |                        |
| 宮城県         | エフエム仙台（Date FM）                     | 毎週月曜 12:00 - 12:25 |                        |
| 愛知県         | エフエム愛知（FM AICHI）                    | 毎週水曜 20:30 - 21:00 |                        |
| 石川県         | エフエム石川（HELLO FIVE）                  | 毎週金曜 16:25 - 16:50 |                        |

## 公開録音
- 2023年3月4日に宮崎駅西口KITENビルにて開催され、同月25日から順次放送[4][5]。
- 2023年12月17日にライカ南国ホール（鹿児島中央タワー4F）にて開催。翌2024年1月6日から順次放送[6]。